# Hoy (isola)
Hoy (in Norreno Háey, che significa "isola alta") è un'isola dell'arcipelago delle Orcadi, in Scozia, di cui è l'isola più estesa dopo Mainland.

## Hoy nella cultura di massa
- Il videoclip del 1984 per la canzone Here Comes the Rain Again, del duo pop britannico Eurythmics, è stato girato prevalentemente su quest'isola.

## Galleria d'immagini

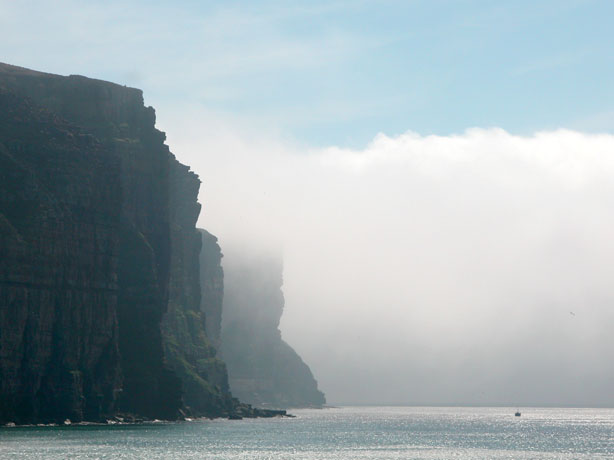
La costa atlantica, a sud di Rackwick
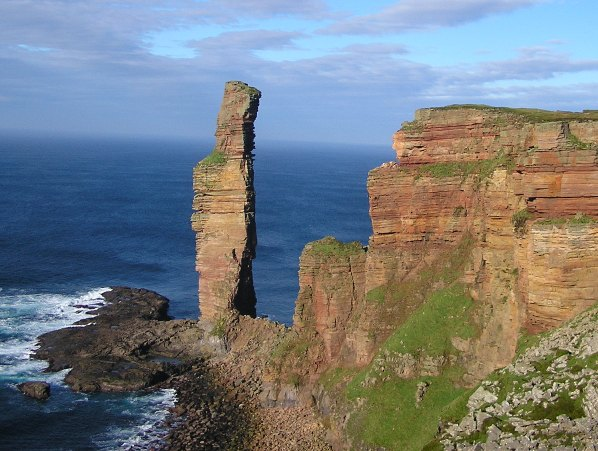
Old Man of Hoy, visto da sud
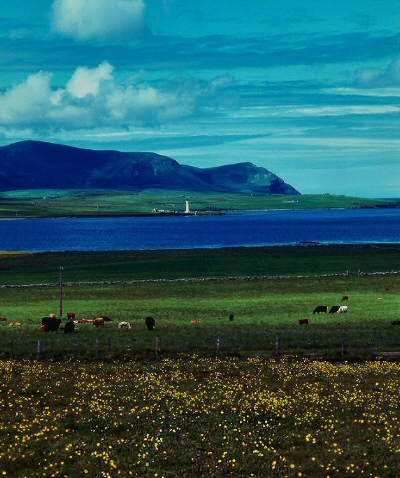
Un faro di Hoy visto da Mainland
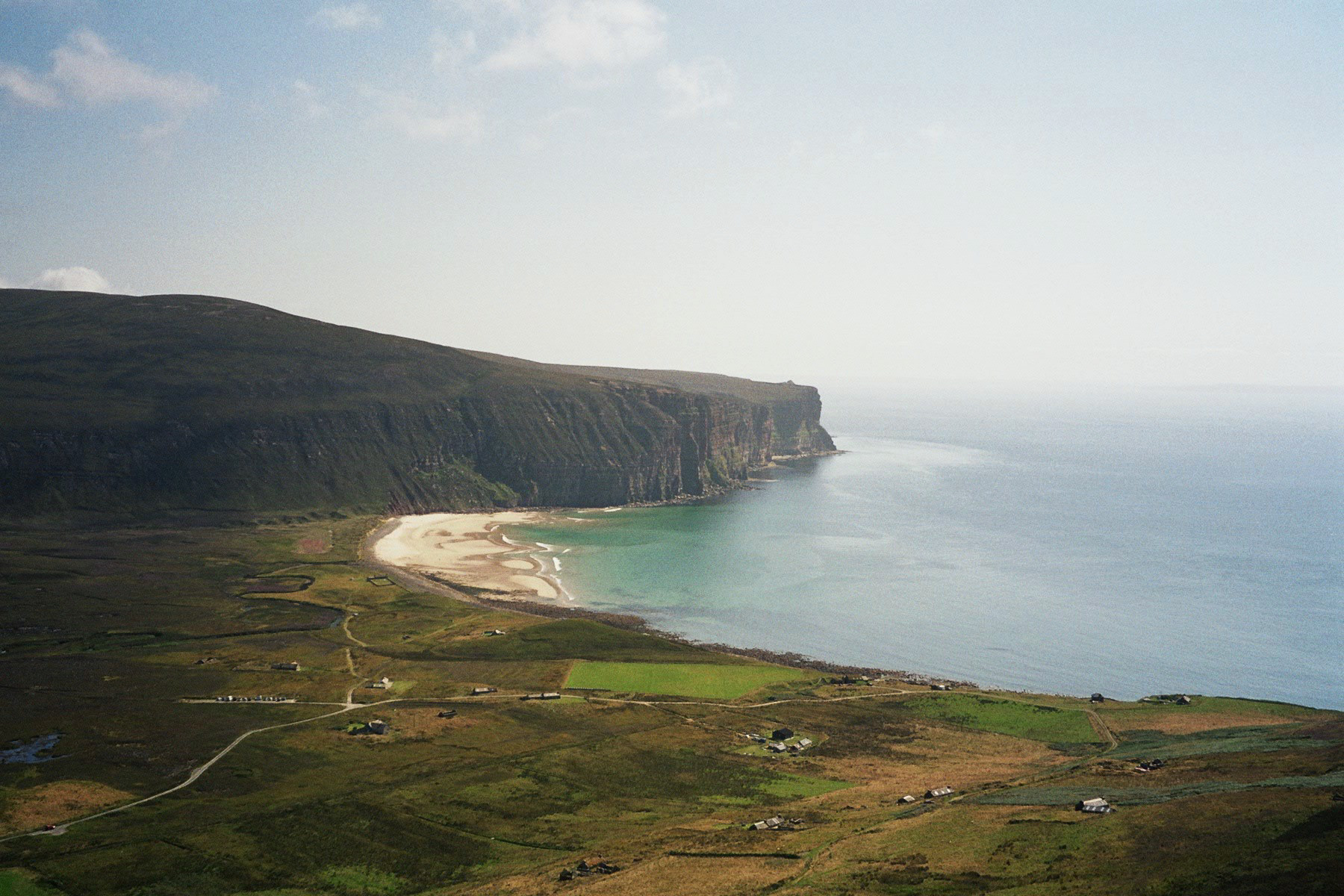
La costa sud di Hoy